# Цухольд, Эрика
Эрика Цухольд (нем. Erika Zuchold урожд. Барт, нем. Barth; 19 марта 1947, Лука, Тюрингия, Советская зона оккупации Германии — 22 августа 2015, Асунсьон, Парагвай) — восточногерманская гимнастка, многократная медалистка Олимпийских игр 1968 и 1972 годов. Неоднократная чемпионка мира и призёр чемпионатов Европы.

## Биография
Тренировалась в спортивном обществе СК «Лейпциг» под руководством Эллен Бергер и Сильвии Хлавачек. Была 19-кратной чемпионкой ГДР по спортивной гимнастике.
Получила всемирную известность в гимнастике благодаря элементу флик-фляк Цухольд (темповой переворот назад из упора на руках) в упражнениях на бревне, который она впервые продемонстрировала 7 июня 1964 г.

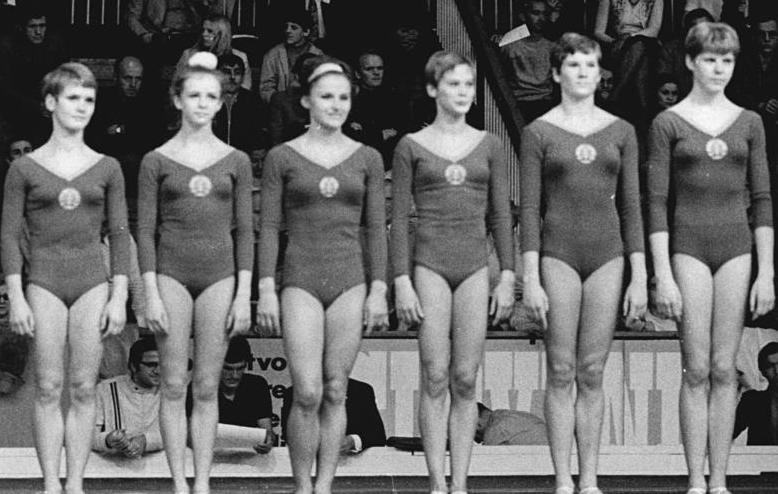
Команда гимнасток ГДР на чемпионате мира по спортивной гимнастике в Любляне в 1970 году, слева направо: Карин Янц, Рихарда Шмайсер, Эрика Цухольд, Ангелика Хельман, Марианна Ноак и Кристина Шмитт

На мировом первенстве в Любляне (1970) выиграла две золотые медали (в опорном прыжке и в упражнениях на бревне) и стала вице-чемпионкой в многоборье; была признана «Спортсменкой года» ГДР.
Не принимала участия на летних Играх в Токио (1964) из-за травмы ахиллесова сухожилия. На летних Олимпийских играх в Мехико (1968) стала серебряным призёром в опорном прыжке и бронзовым — в командных соревнованиях. Через четыре года — на Олимпиаде в Мюнхене (1972) трижды выигрывала серебряную медаль: на брусьях, в опорном прыжке и в командном первенстве.
После завершения гимнастической карьеры в 1972 г. работала учителем рисования, исполнительницей степа и акробаткой. Позже работала в качестве художника и скульптора, куратора художественных экспозиций, имела несколько персональных выставок, последняя в культурном центре Лойна (2015).
В июне 2015 г. она приехала в Парагвай, где жили её мать и сестра, но через два месяца скончалась.
В 2005 г. была введена в Международный Зал гимнастической славы. 
Была замужем за велосипедистом, чемпионом ГДР в гонке за лидером Дитером Цухольдом (1937—2014).

## Награды и звания
- Орден «За заслуги перед Отечеством» I степени (1972).
- Орден «За заслуги перед Отечеством» II степени (1968 и 1971).